# Jan Okrój
Jan Okrój (ur. 7 lutego 1940 w Zakrzewie) – polski judoka i trener judo, pierwszy polski zdobywca medalu mistrzostw Europy seniorów (brąz w 1963).

## Kariera sportowa
Był zawodnikiem Zrywu Gdańsk i Wybrzeża Gdańsk, jego trenerem był Ryszard Zieniawa. Jako pierwszy Polak w historii został zdobywcą medalu mistrzostw Europy seniorów (brąz w 1963 w kategorii 68 kg). Czterokrotnie zdobywał wicemistrzostwo Polski (1962 - kat. 80 kg, 1963 - kat. open, 1964 - kat. 68 kg, 1967 - kat. 70 kg). W 1965 zdobył brązowy medal mistrzostw Polski w kategorii 70 kg. W latach 1969–1979 był trenerem w Arkonii Szczecin, a jego najwybitniejszym zawodnikiem był Wojciech Reszko.
Posiada stopień mistrzowski 2 DAN.